# هاونگ (برنامه تلویزیونی)
هاونگ مجموعه‌ای تلویزیونی به تهیه‌کنندگی «رامین کرم‌یزدی» و ‌اجرای «امین نبی‌اللهی» بود که از شبکه نسیم پخش میشد. محوریت این برنامه، پخش فیلم و عکس‌های فرستاده شده توسط مردم ، و پخش دوربین مخفی بود.